# 印第安河岸 (佛羅里達州)
印第安河岸（英語：Indian River Shores），是美国佛罗里达州印第安河縣下属的一座城镇。建立于1953年。面积约为18.5平方公里（约合7.2平方英里）。根据2010年美国人口普查，该市有人口3,901人。论人口在本州排行第230。